# Dolla
Ne doit pas être confondu avec Noël Dolla.
Dolla est un village du Cameroun situé dans le département de Bénoué et la Région du Nord. Le village fait partie de l'arrondissement de Pitoa.  
Dolla est un village densément peuplé qui borde la route nationale N°1. Le village est équipé d'une école primaire et d'une école maternelle. 